# Sofie Helene Wigert

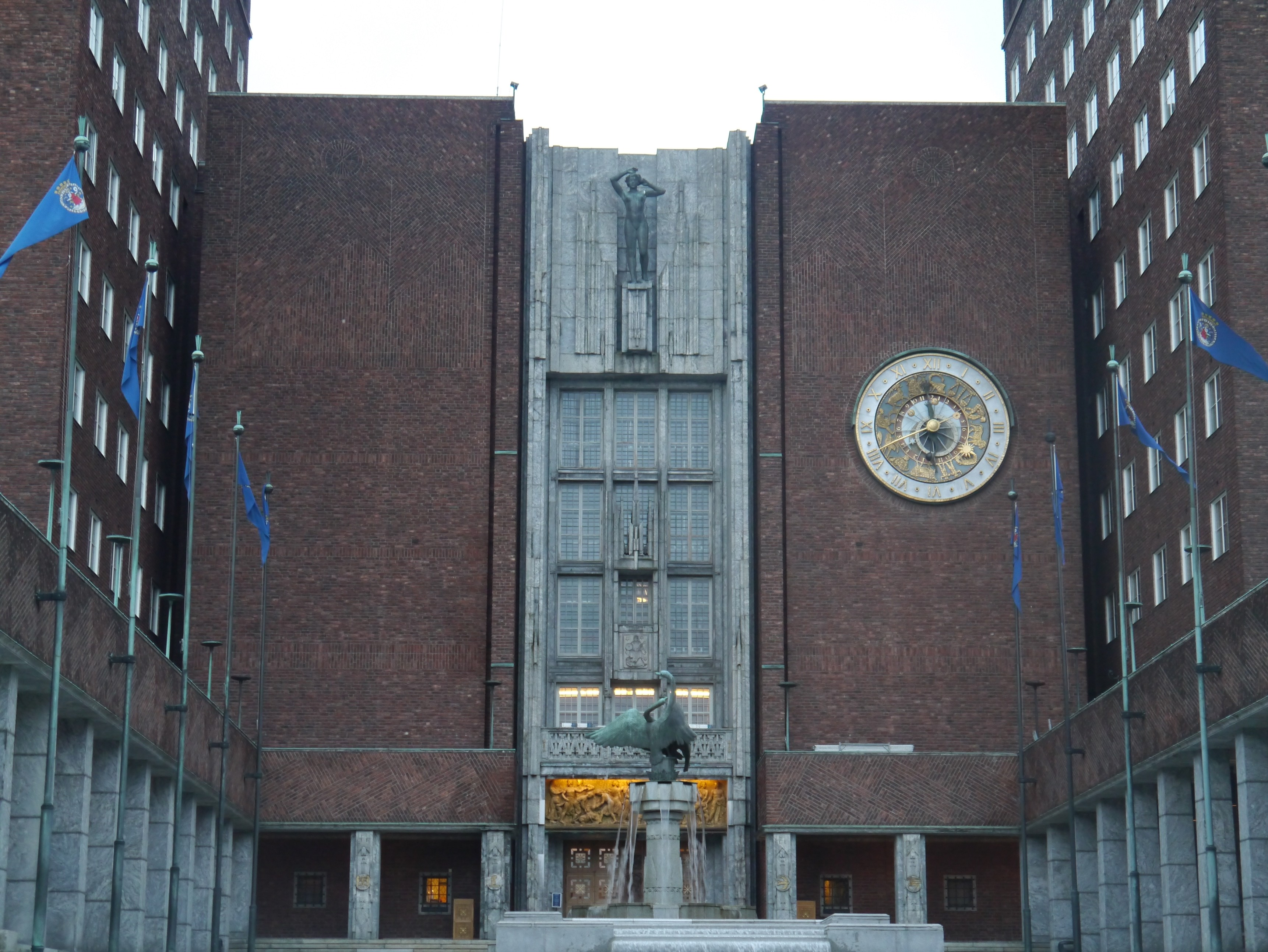
Oslo rådhus med Oslopiken av Joseph Grimeland

Sofie Helene Wigert, född Olsen 25 augusti 1913, död 9 september 1989, var en norsk skeppsredare och opinionsbildare.
Sofie Helene Wigert var dotter till Rudolf Olsen och Helene Feyer Andvord (1894–1973). Modern var dotter till skeppsredaren Rolf Andvord (1847–1906) från Lyngdal. Fadern och farbrodern Thomas Olsen var partner i familjerederiet Fred. Olsen & Co. som de också övertog 1933. Sofie Helene Wigert blev sin fars hushållerska vid sexton års ålder, efter att föräldrarna skilt sig. Hon hade gått realskola samt genomgått språkstudier i Schweiz, Frankrike och Storbritannien, då hon 1935 gifte sig med Schibsted-arvingen Henrik J. S. Huitfeldt  (1907–1979), som då var journalist i Aftenposten. Hon gifte om sig i januari 1951 med skådespelaren Knut Wigert.
Fadern dog 1951. Sofie Wigert hade inga syskon, men en bindande klausul omöjliggjorde övertagande av firman av en kvinna. Familjerederiet övertogs i stället av Rudolf Olsens brorson Fred. Olsen (1929). Med sitt arv köpte hon familjerederiets M/S Brabant, ersatt efter ett år av M/S Borgsten. Därefter grundade hon tillsammans med sin man 1955 rederiet Olsen Daughter.

## Språkfrågan
Från 1951 var hon och maken Knut Wigert bland ledarna för Foreldreaksjonen mot samnorsk. Denna aktion var en av de största folkaktionerna i Norge. Hon grundade 1953 tidningen på bokmål Frisprog och redigerade denna till 1981 tillsammans med Margrete Aamot Øverland (1913–1978).

## Modell för Oslopiken
Sofie Helene Wigert stod modell för Joseph Grimelands Oslo-piken på fasaden till Oslo rådhus.